# Ренненкампф, Дитрих Иоганн фон
Дитрих Иоганн фон Ренненкампф (15 марта 1719 — 21 января 1783) — генерал-поручик русской службы.

## Биография
Выходец из остзейской немецкой семьи Ренненкампфов.
Родился в Прибалтике около 1720 года. С 1732 года учился при Академии Наук, под руководством  академика-историка Г.-Ф. Миллера. В 1749 году поступил на военную службу. При Петре III был шефом пехотного полка; 25 февраля 1762 года произведен в генерал-майоры и командовал корпусом, посланным в Литву, вплоть до 1765 года, когда корпус был расформирован. 
В 1767 году Ренненкампф был выбран депутатом в екатерининскую Уложенную комиссию от Вирского крейса (уезда) Эстляндской губернии. В комиссии показал себя деятельным защитником прав остзейского дворянства. Помимо этого, Ренненкампф в Комиссии занимался и крестьянским вопросом: совместно с бароном Унгерн-Штернбергом, разработал по поручению императрицы «проект правам третьего рода людей» (то есть, проект закона о правах представителей третьего сословия — в первую очередь, крестьянства), который вызвал много возражений со стороны других членов Комиссии и принят не был. 
В декабре 1768 года Ренненкампф получил назначение в действующую армию по случаю начавшейся войны с Турцией, на чём его работа в составе Уложенной комиссии была окончена. За участие в сражениях против турок, Ренненкампф в 1770 году был произведён в генерал-поручики, однако в феврале 1771 года был уволен в отставку по собственному прошению, получив по этому случаю от императрицы в подарок за службу 10 тысяч рублей. 
Современник-мемуарист генерал Г. Штрандман, отмечал по этому поводу: «Ренненкампф был человек очень опытный, и, что самое главное, бескорыстный и честный. Граф Панин любил его, считал своим другом и отличал пред прочими генералами; если бы граф Панин не подал в отставку, то и Ренненкампф продолжал бы службу».